# Ходос, Валерия Игоревна
Валерия Игоревна Ходос (укр.: Валерія Ігорівна Ходос; МФА: [ʋɐˈlɛr⁽ʲ⁾ijɐ iɦoˈr⁽ʲ⁾iwnɐ ˈxɔdos]; род. 19 ноября 1986) — украинская актриса, режиссёр и сценарист, известная своими работами в кино, на телевидении и в театре. Она родилась в Киеве, в то время входившем в состав Украинской ССР в СССР.
Ходос окончила Киевский национальный университет театра, кино и телевидения имени И. К. Карпенко-Карого и начала свою экранную карьеру в 2006 году с небольшой роли в фильме Тайна святого Патрика. С тех пор она стала заметной фигурой в современном украинском кинематографе. В 2016 году она получила широкое признание благодаря главной роли Екатерины Швец в историческом мини-сериале Екатерина и за участие в международно распространяемом художественном фильме Горькая жатва (2017), действие которого происходит во время Голодомора 1930-х годов.

## Ранние годы и образование
Валерия Ходос родилась в Киеве 19 ноября 1986 года. В первый год обучения в университете, в возрасте 18 лет, она пережила трагическую утрату: её мать погибла в новогоднюю ночь в автокатастрофе, вызванной пьяным водителем. Позже её отец женился на женщине по имени Светлана, и у Валерии появились два сводных брата.
С раннего возраста Ходос активно занималась исполнительским искусством. В школе она участвовала в школьном хоре, посещала драматический кружок и десять лет училась игре на фортепиано в музыкальной школе. По её словам в интервью, определяющим моментом для неё стало посещение в 10-м классе спектакля по роману Михаила Булгакова Мастер и Маргарита в Театре имени Ивана Франко. Ходос вспоминала, что, увидев актёров на сцене, она поняла, что «моё место там, с ними», и решила стать актрисой.
После окончания школы Ходос с первой попытки поступила в Киевский национальный университет театра, кино и телевидения имени И. К. Карпенко-Карого. В Институте Карпенко-Карого она изучала актёрское мастерство (в театре и кино). Она окончила вуз в 2009 году.

## Карьера

### 2000-е: Дебют на сцене и первые роли в кино
После окончания Киевского национального университета театра, кино и телевидения в 2009 году Ходос дебютировала на профессиональной сцене в Киевском национальном академическом Молодом театре в спектакле Голубка по пьесе Жана Ануя, получив номинацию на премию «Киевская пектораль» за лучший актёрский дебют в 2008 году. После окончания университета она вошла в постоянную труппу театра.
В этот период Ходос также начала сниматься в кино, включая роль в украинской комедии 2009 года В Париж!, снятой режиссёром Сергеем Крутиным. Она быстро завоевала признание как восходящий талант в театральной среде Киева и получила роли в крупных классических и современных постановках.

### 2010-е: Успех на сцене и экране
В течение 2010-х годов Ходос стала заметной фигурой в украинском театре и на телевидении. В Киевском Молодом театре она исполнила главные роли, такие как Порция в Венецианском купце (2010, режиссёр Станислав Моисеев), и участвовала в широком спектре постановок. В 2012 году она была удостоена премии имени Амвросия Бучмы за лучшую женскую роль.
Помимо работы в театре, Ходос начала активно сниматься на экране. Она появилась в различных украинских телевизионных драмах, включая Папарацци (2016) и Екатерина (2016), где сыграла главную роль. Её телевизионные выступления отличались эмоциональной глубиной, и она стала узнаваемой фигурой на национальных каналах, таких как СТБ и 1+1.
В 2015 году Ходос покинула Молодой театр и начала работать самостоятельно, расширяя своё присутствие на телевидении и в кино. В 2019 году она снялась в сериалах Зникла наречена (Исчезнувшая невеста) и Вибір матері (Выбор матери), закрепив за собой статус ведущей актрисы в телевизионных мелодрамах и триллерах.

### 2020-е: Режиссура, обучение и успехи на экране
В 2020 году Ходос дебютировала как режиссёр с короткометражным фильмом Залежність (Зависимость), психологическим триллером, в котором она также выступила соавтором сценария и сыграла главную роль. Фильм получил признание критиков и занял второе место в категории «Лучший украинский короткометражный фильм» на Международный кинофестиваль «Бруківка». В интервью Ходос описала этот опыт как преобразующий и заявила, что режиссура стала центральным интересом в её творческой деятельности. В том же году она основала в Киеве актёрскую школу Ходос, где начала преподавать курсы по актёрскому мастерству перед камерой.
На телевидении Ходос продолжала браться за сложные роли. В 2021 году она сыграла сестёр-близнецов в сериале СТБ Незакрита мішень (Открытая мишень), и её игра была высоко оценена за глубину и сложность. В 2024 году она появилась в сериале канала 1+1 Ніхто не ідеальний (Никто не идеален), сыграв Марию Багратиону.
В кино она исполнила ключевую роль в фильме Дом «Слово»: Незаконченный роман, снятом режиссёром Тарасом Томенко, сыграв Раису Троянкер. Также она снялась в научно-фантастической драме 2021 года Простір (Пространство) и заявила, что планирует снять полнометражный фильм в ближайшем будущем (по состоянию на 2025 год).

### Избранная фильмография
| Год  | Название фильма                  |
| ---- | -------------------------------- |
| 2009 | В Париж!                         |
| 2011 | Лекарство для бабушки            |
| 2012 | Любовник для Люси                |
| 2015 | Плохая соседка                   |
| 2018 | Родная кровь                     |
| 2020 | Зависимость                      |
| 2021 | Простір                          |
| 2021 | Дом «Слово»: Незаконченный роман |

| Год  | Название сериала    |
| ---- | ------------------- |
| 2013 | Ловушка             |
| 2014 | Женский доктор 2    |
| 2014 | Ветреная женщина    |
| 2015 | Клан ювелиров       |
| 2015 | Не зарекайся        |
| 2016 | Папарацци           |
| 2016 | Екатерина           |
| 2017 | Хороший парень      |
| 2017 | Вторая жизнь Евы    |
| 2019 | Выбор матери        |
| 2019 | Исчезнувшая невеста |
| 2021 | Открытая мишень     |

## Личная жизнь
На раннем этапе карьеры Ходос преимущественно работала в русскоязычных проектах. После аннексии Крыма в 2014 году она продолжала участвовать в проектах в России. Однако после полномасштабного вторжения России в Украину 24 февраля 2022 года она заняла проукраинскую позицию, перейдя на использование украинского языка в своих работах, прекратив сотрудничество с российскими проектами и даже инициировав петицию о запрете российских актёров в Украине. С тех пор Ходос активно поддерживает украинские военные усилия, организуя сборы средств и участвуя в инициативах, направленных на помощь обороне и гуманитарным нуждам страны.

## Награды
В 2012 году Ходос получила премию имени Амвросия Бучмы (Премія імені Амвросія Бучми) за лучшую женскую роль в театре. Эта награда, названная в честь выдающегося украинского актёра Амвросия Бучмы, отмечает выдающиеся достижения в театральном искусстве.
Позже Ходос получила приз жюри за лучший украинский короткометражный фильм на Международном кинофестивале «Бруківка» за свой короткометражный фильм Залежність (Зависимость), в котором она выступила соавтором сценария, режиссёром и исполнительницей главной роли.